# Обични шакал
Шакал или обични шакал (лат. Canis aureus) је врста сисара из реда звери (лат. Carnivora) и породице паса (лат. Canidae).

## Распрострањење
Ареал шакала обухвата већи број држава у северној Африци и јужној и југозападној Азији.
Присутна је у следећим државама: Индија, Кина, Мађарска, Украјина, Турска, Иран, Ирак, Тајланд, Бурма, Вијетнам, Египат, Либија, Алжир, Мароко, Западна Сахара, Нигер, Нигерија, Танзанија, Чад, Сенегал, Шри Ланка, Сирија, Грчка, Авганистан, Пакистан, Саудијска Арабија, Судан, Мауританија, Мали, Етиопија, Сомалија, Кенија, Босна и Херцеговина, Бугарска, Србија, Албанија, Хрватска, Централноафричка Република, Џибути, Еритреја, Тунис, Бахреин, Бутан, Јордан, Кувајт, Либан, Непал, Оман, Катар, Туркменистан, Уједињени Арапски Емирати, Јемен и Бангладеш.
Врста је повремено присутна у следећим државама: Италија, Словачка, Словенија, Аустрија.

## Станиште
Станишта врсте су шуме, саване, травна вегетација, полупустиње и пустиње. Шакал је присутан на планинском венцу Хималаја у Азији.

## Угроженост
Ова врста је наведена као најмање угрожена, јер има широко распрострањење и честа је врста.